# جيمس إي. بيسلي سينيور
جيمس إي. بيسلي سينيور (بالإنجليزية: James E. Beasley, Sr.)‏ هو محامي أمريكي، ولد في 1926، وتوفي في 18 سبتمبر 2004 في فيلادلفيا في الولايات المتحدة.